# Циньду
Циньду́ (кит. упр. 秦都, пиньинь Qíndū, буквально: «Циньская столица») — район городского подчинения городского округа Сяньян провинции Шэньси (КНР).

## История
В 350 году до н. э. в эти места была перенесена из Лияна столица царства Цинь, получившая название «Сяньян»; а затем был создан и уезд Сяньян (咸阳县). После основания Лю Баном в 206 году до н. э. империи Хань уезд Сяньян был переименован в Синьчэн (新城县). В 200 году до н. э. столица государства была перенесена в Чанъань, и эти места были присоединены к уезду Чанъань.
В 114 году до н. э. в этих местах (южная и западная части современного района) был снова создан отдельный уезд, получивший название Вэйчэн (渭城县). В 75 году до н. э. был создан ещё и уезд Пинлин (平陵县). Во времена диктатуры Ван Мана Вэйчэн был переименован в Цзинчэн (京城), но при империи Восточная Хань ему было возвращено название Вэйчэн. В 30 году уезд Вэйчэн был вновь присоединён к уезду Чанъань.
В эпоху Троецарствия эти места оказались в составе царства Вэй, и в 220 году уезд Пинлин был переименован в Шипин (始平县).
При империи Поздняя Чжао в 331 году на месте прежнего уезда Вэйчэн был образован уезд Шиань (石安县). При империи Ранняя Цинь в 352 году он был расформирован, но при империи Северная Вэй создан вновь.
При империи Суй в 583 году уезд Шиань был присоединён к уезду Цзинъян. В 589 году уезд Цзинъян был переименован в Сяньян, но в 607 году вновь получил название Цзинъян. При империи Тан в 619 году из южной части уезда Цзинъян и восточной части уезда Шипин был образован новый уезд, опять получивший название Сяньян.
В 1950 году был создан Специальный район Сяньян (咸阳专区), и уезд Сяньян вошёл в его состав. В 1952 году урбанизированная часть уезда Сяньян была выделена в город Сяньян. В 1953 году Специальный район Сяньян был расформирован, а город Сяньян и уезд Сяньян перешли в прямое подчинение властям провинции Шэньси. В 1958 году уезд Сяньян был присоединён к городу Сяньян.
В 1961 году Специальный район Сяньян был воссоздан. В 1966 году город Сяньян был переведён из состава Специального района Сяньян в подчинение властям Сианя. В 1969 году Специальный район Сяньян был переименован в округ Сяньян (咸阳地区). В 1971 году город Сяньян был возвращён в состав округа Сяньян.
В сентябре 1983 года постановлением Госсовета КНР были расформированы округ Сяньян и город Сяньян, и образован городской округ Сяньян; бывший город Сяньян стал районом Циньду городского округа Сяньян. В 1986 году восточная часть района Циньду была выделена в отдельный район Вэйчэн.

## Административное деление
Район делится на 12 уличных комитетов.